# Corsica (Pensilvania)
Corsica es un borough ubicado en el condado de Jefferson en el estado estadounidense de Pensilvania. En el año 2000 tenía una población de 354 habitantes y una densidad poblacional de 293 personas por km².

## Geografía
Corsica se encuentra ubicado en las coordenadas 41°10′52″N 79°12′8″O / 41.18111, -79.20222.

## Demografía
Según la Oficina del Censo en 2000 los ingresos medios por hogar en la localidad eran de $30,625 y los ingresos medios por familia eran $38,438. Los hombres tenían unos ingresos medios de $27,813 frente a los $18,125 para las mujeres. La renta per cápita para la localidad era de $13,752. Alrededor del 11% de la población estaba por debajo del umbral de pobreza.